# Brasenia victoria
Brasenia victoria är en utdöd art tillhörig släktet Brasenia som ingår i familjen kabombaväxter. Släktets enda idag levande art är Brasenia schreberi.
Under tertiär- och interglacialperioderna förekom den rikligt i Europa, och dess frön finns inbäddade i avlagringar från dessa perioder på flera håll i Nordtyskland och Danmark. I Skåne har de påträffats vid borrning nära Åkarp i Alnarpsfloden och på Ven, där de finns inbäddade i sandinlagringar i moränleran.